# Sinopharm-Covid19-vakcina
A BBIBP-CorV vagy a Sinopharm Covid19-vakcina, a köznyelvben „kínai vakcina”, a Pekingi Biológiai Termékek Intézete (Beijing Institute of Biological Products) által kifejlesztett és a kínai Sinopharm által gyártott elsőgenerációs (teljes elölt SARS-CoV-2 vírust tartalmazó), kétdózisú Covid19-vakcina, mely a Covid19 megbetegedés ellen nyújt védelmet. Az inaktivált vakcinák kifejlesztése kiforrott technológia, amelyet széles körben alkalmaznak az újonnan megjelenő fertőző betegségek, köztük az influenza vírus és a poliovírus megelőzésére és leküzdésére.
2020 decemberében a védőoltás a vizsgálat III. fázisában volt Argentínában, Bahreinben, Egyiptomban, Marokkóban, Pakisztánban, Peruban és az Egyesült Arab Emírségekben, miután több mint 60 000 személyen tesztelték. December 9-én az Egyesült Arab Emírségek bejelentette a III. fázisú vizsgálatok időközi eredményeit, amelyek azt mutatták, hogy a BBIBP-CorV 86%-os hatékonysággal rendelkezik a Covid19-fertőzéssel szemben. December végén a Sinopharm bejelentette, hogy az általuk végzett elemzés 79%-os hatékonyságot mutat. Ez kevésbé kedvező tényező, mivel az mRNS vakcináknál minden esetben 90, sőt olykor 95% feletti hatékonyságot mutattak ki. A gyártó azt is közölte, hogy 60 év felettiek esetében az oltás hatásosságát még nem vizsgálták elégséges mértékben. A kínai oltás előnye azonban, hogy normál hőmérsékleten tárolható, míg az mRNS oltások sokkal alacsonyabb hőmérsékletű tartási körülményeket kívánnak meg.
A védőoltás – akárcsak a CoronaVac és a BBV152 vakcinák – hagyományos technológiával dolgoznak, azaz egy teljes, elpusztított vírust juttat az emberi szervezetve, az immunrendszert a SARS-CoV-2 koronavírus elleni antitestek előállítására ösztönözve. Az antitestek kapcsolódnak a vírusfehérjékhez, például az úgynevezett tüskefehérjékhez, amelyek beborítják a vírus felszínét. A vakcinát eddig Ázsia, Afrika, Dél-Amerika, és Európa egyes országai (Magyarország és Szerbia) használják. A Sinopharm arra számít, hogy 2021-ben egymilliárd adagot kell majd előállítania. 2021. február 21-ig összesen 43 millió adagot adtak be embereknek világszerte. Ugyanakkor számos ellentmondás és kritika is létezik a vakcinával kapcsolatban, főleg számos adat hiánya miatt. Egyelőre az Európai Gyógyszerügynökség nem engedélyezte, így számos ország elzárkózik a használatától. Magyarországon 2021. február 24. óta használják.

## Fejlesztés

### Első és második fázis
2020 áprilisában Kína jóváhagyta a Pekingi Biológiai Termékek Intézete által kifejlesztett kísérleti vakcina klinikai vizsgálatainak megkezdését, amit a Sinopharm végzett el. Augusztus 13-án a Vuhani Biológiai Termékek Intézete közzétette az I. fázisú (96 felnőtt tesztalany) és a II. fázisú (224 felnőtt tesztalany) klinikai vizsgálatok időközi eredményeit. A jelentés megállapította, hogy a Covid19 vakcinának alacsony a mellékhatásai aránya, immunogenitása pedig bizonyított, de ennek a teljes megállapítására csak a III. fázis alkalmas.
Október 15-én a Pekingi Biológiai Termékek Intézete közzétette az I. fázisú (192 felnőtt tesztalany) és a II. fázisú (448 felnőtt tesztalany) klinikai vizsgálatok eredményeit a BBIBP-CorV oltóanyagról, amely azt mutatta, hogy a BBIBP-CorV biztonságos és hatásos. 42 nappal az oltás után az összes páciensben sikerült antitesteket kimutatni, köztük voltak 60 éven felüli személyek is.

### Harmadik fázis

#### Afrika és Ázsia
Július 16-án a Sinopharm elkezdte a harmadik tesztelési fázist, több mint 31 000 önkéntes bevonásával, Abu-Dzabiban, a G42 Healthcare céggel együttműködve. Augusztusig minden önkéntes megkapta az első adagot, majd néhány héten belül a másodikat. December 9-én az Egyesült Arab Emírségek Egészségügyi Minisztériuma bejelentette a BBICP-CorV hivatalos regisztrációját, miután a III. fázisú vizsgálat időközi elemzése kimutatta, hogy a BBIBP-CorV 86%-os hatékonysággal rendelkezik a Covid19-fertőzéssel szemben. A vakcinázás után a semlegesítő antitesteknek 99%-os szérokonverziós aránya és 100%-os hatékonysága volt a betegség közepes és súlyos eseteinek megelőzésében. Szeptember 2-án a Sinopharm Casablancában és Rabatban is megkezdte a III. fázisú vizsgálatot 600 emberen. Szeptemberben Egyiptom is elindított egy III. fázisú vizsgálatot, amely egy évig tart és 6000 önkéntes közreműködésével történik.
2020 augusztusában újabb harmadik fázisú vizsgálat indult Bahreinben (6000 önkéntes), majd novemberben ismét (7700 önkéntes). Augusztus végén újabb vizsgálat indult, ezúttal Jordániában (500 önkéntes).
Pakisztánban a Sinopharm a Karacsi Egyetemmel kezdett együtt dolgozni egy vakcinakísérleten, 3000 önkéntessel.

#### Dél-Amerika
Szeptember 10-én a Sinopharm Peruban is megkezdte a harmadik fázist összesen 6000, 18 és 75 év közötti emberen. Októberben további hatezer önkéntest vontak be. Január 26-án egy önkéntes meghalt. Szeptember 16-án Argentína is megkezdte a harmadik fázist, 3000 önkéntessel.

## Gyártás
A Sinopharm munkatársa szerint 2021-ben 1 milliárd adag oltást lesznek képesek előállítani.
Októberben a cég szerződést kötött a G42 Healthcare-rel, akik a vakcinát az Egyesült Arab Emírségekben fogják gyártani.
Egyiptom is jelezte a szándékát a vakcina gyártására, majd meg is kapta az engedélyt erre. Az itt gyártott oltást majd más afrikai országokba exportálják.
Marokkó is tervezi a BBIP-CorV saját gyártását.

## Használata

### Ázsia
- Februárban Kína 400 000 adag BBIBP-CorV vakcinát ígért Afganisztánnak.[47]
- 2020. november 3-án Bahrein megadta a BBIBP-CorV sürgősségi felhasználási engedélyét a fronton dolgozók számára. Számos miniszter megkapta az oltást, köztük Bahrein koronahercege. Decemberben a bahreini Nemzeti Egészségügyi Szabályozó Hatóság jóváhagyta a Sinopharm oltását, a III. fázisú klinikai vizsgálatok adataira hivatkozva, amelyek 86%-os hatékonysági arányt mutattak.[48]
- Brunei 2021 februárjában kapta meg a Kína által adományozott vakcinákat.[49]
- Kambodzsa 1 millió adagot rendelt, majd február 10 megkezdte az oltást.[50]
- Kínában december 30-án hagyták jóvá az oltást.[51]
- Makaó 100 000 adagot kapott Kínától.[52]
- Indonézia 2020 októberében 15 millió adagot kötött le.[53]
- Irán februárban engedélyezte a vakcinát, és 28-án 250 000 adagot kapott.[54]
- Irak vészhelyzeti használtra engedélyezte.[55]
- Jordánia vészhelyzeti használtra engedélyezte, a Pfizer oltással együtt.[56]
- Laosz az egészségügyi dolgozókat kezdte el BBIBP-CorV-val oltani.[57]
- 2021 márciusában Libanon 50 000 adagot vásárolt.[58]
- Mongólia 300 000 adagot kapott ajándékba.[59]
- Nepál vészhelyzeti használtra engedélyezte, és 500 000 adagot vásárolt.[60]
- Pakisztán 1,5 millió adagot rendelt, és február 2-án kezdett oltani.[61]
- Srí Lanka 300 000 adagot kapott ajándékba.[62]

### Afrika
- Algéria 200 000 adagot kapott ajándékba.[63]
- Egyiptom 40 millió adagot vásárolt Kínától, és február 24-én kezdett oltani.[64]
- Marokkó 41 millió adag vásárlását tervezi, az első 500 000 adagot január 24-én kapta kézhez.[65]
- Namíbia 100 000 adagot kapott.[66]
- Szenegál 200 000 adagot vásárolt.[67]
- Sierra Leone 200 000 adag vakcinát kapott ajándékba.[68]
- A Seychelle-szigetek 50 000 adagot kapott az UAE-től.[69]
- Zimbabwe 200 000 adagot kapott ajándékba, és további egymillió adag vásárlását tervezi.[70]

### Dél-Amerika
- Argentína vészhelyzeti használatra engedélyezte, és 904 000 adagot vásárolt.[71]
- Bolíviának 400 000 adag oltás jutott, és február 26-án kezdett oltani.[72]
- A Dominikai Köztársaság 768 000 adagot vásárolt.[73]
- Guyana 20 000 adagot kapott ajándékba.[74]
- Peru 38 millió adagot rendelt, és február 9-én kezdett oltani.[75]
- Venezuela 500 000 adagot vásárolt.[76]

### Európa
- 2021 januárjában Szerbia egymillió adagot vásárolt, ezzel ő lett az első európai ország, aki BBIBP-CorV-ot kezdett használni.[77]
- 2021 januárjában Magyarország 5 millió adagot vásárolt, ezzel az első EU tagállam, ahol BBIBP-CorV oltóanyagot kezdtek használni.[78] Az első 500 000 adag február 16-án érkezett, és február 24-én kezdődtek az oltások a vakcinával.[21]
- Februárban Észak-Macedónia 200 000 adagot vásárolt.[79]
- Belarusszia 100 000 adagot kapott ajándékba Kínától.[80]
- Montenegró 30 000 adagot kapott ajándékba Kínától.[81]

## Viták és kritikák

### A nyilvános adatok hiánya
A Moderna- a Pfizer- a Johnson & Johnson- és az AstraZeneca vakcináktól eltérően a BBIBP-CorV-ról rendkívül kevés információ áll rendelkezésre, főleg a biztonságát és hatékonyságot tekintve. Az Egyesült Arab Emírségek felülvizsgálta a Sinopharm időközi adatelemzését, amely azt mutatta, hogy a vakcina 100%-ban hatékony a Covid19 mérsékelt és súlyos eseteinek megelőzésében, de nem mondta el, hogy önállóan elemezte-e az adatokat a felülvizsgálat során. Nem világos, hogyan vonta le a Sinopharm a következtetéseket, mivel az Egyesült Arab Emírségek a BBIBP-CorV jóváhagyásának bejelentésében észrevehetően hiányoztak olyan részletek, mint például a Covid19 esetek száma a placebo vagy az aktív csoportban, vagy az önkéntesek életkora. Zhengming Chen, az Oxfordi Egyetem epidemiológusa a következőket mondta: "Nehéz megmondani, mennyire működik a vakcina. Remélem, hogy az adatok valósak." A nyilvános adatok hiánya korlátozhatja a Sinopharmot az oltás eladásában számos országban, mivel a BBIBP-CorV biztonságában és hatékonyságában való bizalom döntő fontosságú lesz a sikeres nemzetközi marketing szempontjából. Chen szerint ahhoz, hogy más országokat meggyőzzenek a példájuk követéséről, szilárd tudományos bizonyítékokra és megbízható adatokra van szükség, amelyek bármikor ellenőrizhetők.
2020. december 30-ig a vakcina részletes hatékonysági adatai nem kerültek nyilvánosságra. A Sinopharm ügyvezetője azt ígérte, hogy később részletes adatokat közölnek, és közzéteszik őket tudományos folyóiratokban Kínában, és más országokban is. A Sinopharm elnöke, Wu Yonglin szerint a vizsgálati eredmények megfelelnek a WHO követelményeinek, de egy sanghaji nagy gyógyszeripari vállalat igazgatója szkeptikus volt ezekkel kapcsolatban: Bahreinben és az Emirátusokban más az engedélyeztetési eljárás, mint az USA-ban az Élelmiszer- és Gyógyszerfelügyeletnek. 2021 januárjában a Fülöp-szigetek kormánya közzétette a lehetséges mellékhatások listáját, ami összesen 73 különböző mellékhatást (például látás- és ízlésvesztést, magas vérnyomást) tartalmazott. Ez azt jelenti, hogy az összes vakcina közül ez a legkockázatosabb. Az FDA felülvizsgálja ezeket.

### Magyarországon
A Pulzus közvélemény-kutató által 2021 januárjában végzett felmérés szerint a magyarok csupán 1%-a oltatná be magát a kínai oltással.
Számos magyar ellenzéki párt kritizálta a kormányt a kínai vakcina vásárlása miatt, a legtöbben arra hivatkoztak, hogy az oltás dokumentációi nem elérhetők, így az adatok átláthatatlanok, valamint, hogy az Európai Gyógyszerügynökség nem vizsgálta meg, és nem is hagyta jóvá az oltást, mivel a Sinopharm nem is igényelte azt, valamint különösen azért, mert maga a gyártó is közölte, hogy 60 év felettiek esetében az oltás hatásosságát még nem vizsgálták elégséges mértékben, Magyarországon pedig elsősorban időseknek adták be.  A Demokratikus Koalíció petíciót is indított a szabad vakcinaválasztásért. További problémákat vet fel, hogy az oltás dobozában található betegtájékoztató csak mandarin nyelven érhető el.
Duda Ernő és Zacher Gábor professzorok is kritikusan viszonyulnak az oltáshoz, bár utóbbi később megváltoztatta a véleményét.